# Calvino (cràter)
Calvino és un cràter d'impacte en el planeta Mercuri de 67 km de diàmetre. Porta el nom de l'escriptor italià Italo Calvino (1923-1985), i el seu nom va ser aprovat per la Unió Astronòmica Internacional el 2009.